# Lijst van Psechridae
Deze pagina beschrijft alle soorten spinnen uit de familie der Psechridae.

## Fecenia
Fecenia Simon, 1887
- Fecenia cylindrata Thorell, 1895
- Fecenia macilenta (Simon, 1885)
- Fecenia ochracea (Doleschall, 1859)[2]
- Fecenia protensa Thorell, 1891[3]

## Psechrus
Psechrus Thorell, 1878
- Psechrus aluco Bayer, 2012[4]
- Psechrus ampullaceus Bayer, 2014[5]
- Psechrus ancoralis Bayer & Jäger, 2010[6]
- Psechrus annulatus Kulczyński, 1908[7]
- Psechrus antraeus Bayer & Jäger, 2010[6]
- Psechrus arcuatus Bayer, 2012[4]
- Psechrus argentatus (Doleschall, 1859)[8]
- Psechrus arietinus Bayer, 2014[5]
- Psechrus borneo Levi, 1982
- Psechrus cebu Murphy, 1986
- Psechrus clavis Bayer, 2012[4]
- Psechrus crepido Bayer, 2012[4]
- Psechrus decollatus Bayer, 2012[4]
- Psechrus demiror Bayer, 2012[4]
- Psechrus elachys Bayer, 2012[4]
- Psechrus fuscai Bayer, 2012[4]
- Psechrus ghecuanus Thorell, 1897
- Psechrus hartmanni Bayer, 2012[4]
- Psechrus himalayanus Simon, 1906
- Psechrus huberi Bayer, 2014[5]
- Psechrus inflatus Bayer, 2012[4]
- Psechrus insulanus Bayer, 2014[5]
- Psechrus jaegeri Bayer, 2012[4]
- Psechrus jinggangensis Wang & Yin, 2001
- Psechrus kenting Yoshida, 2009[9]
- Psechrus khammouan Jäger, 2007
- Psechrus kinabalu Levi, 1982
- Psechrus kunmingensis Yin, Wang & Zhang, 1985
- Psechrus laos Bayer, 2012[4]
- Psechrus libelti Kulczyński, 1908[7]
- Psechrus luangprabang Jäger, 2007
- Psechrus marsyandi Levi, 1982
- Psechrus mulu Levi, 1982
- Psechrus norops Bayer, 2012[4]
- Psechrus obtectus Bayer, 2012[4]
- Psechrus omistes Bayer, 2014[5]
- Psechrus pakawini Bayer, 2012[4]
- Psechrus quasillus Bayer, 2014[5]
- Psechrus rani Wang & Yin, 2001
- Psechrus schwendingeri Bayer, 2012[4]
- Psechrus senoculatus Yin, Wang & Zhang, 1985
- Psechrus sinensis Berland & Berland, 1914
- Psechrus singaporensis Thorell, 1894[10]
- Psechrus steineri Bayer & Jäger, 2010[6]
- Psechrus taiwanensis Wang & Yin, 2001
- Psechrus tauricornis Bayer, 2012[4]
- Psechrus tingpingensis Yin, Wang & Zhang, 1985
- Psechrus torvus (O. P.-Cambridge, 1869)
- Psechrus triangulus Yang et al., 2003
- Psechrus ulcus Bayer, 2012[4]
- Psechrus vivax Bayer, 2012[4]
- Psechrus wade Bayer, 2014[5]
- Psechrus zygon Bayer, 2012[4]